# HemaSphere
HemaSphere è una rivista medica, ad accesso aperto e sottoposta a revisione paritaria. È pubblicata con periodicità continua dalla John Wiley & Sons per conto dell'European Hematology Association di cui è la rivista ufficiale.
Pubblica ricerche di base, traslazionali e cliniche, editoriali, prospettive e corrispondenza nel campo dell'ematologia.
Secondo il Journal Citation Reports, nel 2021 ha ricevuto un fattore di impatto pari a 8.3, posizionandosi nel primo quartile delle prime 15 riviste della relativa categoria. Al 2025 l'indice H è stato pari a 35.
L'archivio online completo è presente su PubMed Central.

## Indicizzazione
Gli abstract e gli articoli della rivista sono indicizzati da:
- Chemical Abstracts Service (ACS)
- Current Contents, Clinical Medicine (Clarivate Analytics)
- Directory of Open Access Journals
- Embase (Elsevier)
- Science Citation Index Expanded (Clarivate Analytics)
- SCOPUS (Elsevier).

## Articoli notevoli
Esempi derivati da it.wikipedia
- (EN) Jean-Jacques Kiladjian, Alessandro M. Vannucchi e Aaron T. Gerds, Momelotinib in Myelofibrosis Patients With Thrombocytopenia: Post Hoc Analysis From Three Randomized Phase 3 Trials, in HemaSphere, vol. 7, n. 11, 27 ottobre 2023,  pp. e963, DOI:10.1097/HS9.0000000000000963. URL consultato il 10 aprile 2025. (Mielofibrosi)